# Darling (film 2015)
Darling è un film del 2015 diretto da Mickey Keating.